# Jean-Baptiste de Pauw
Jean-Baptiste de Pauw   (Brussel·les, 31 de març de 1852 - Bussum, 10 de juny de 1924) va ser un organista i educador musical d'origen belga que va viure i treballar als Països Baixos.

## Vida i treball
Va créixer a Brussel·les. Els seus pares eren el músic, literat, retratista i artista gràfic Fortuné Livin Désiré De Pauw que li va donar les seves primeres classes de música, i la cantant Louise Pauline De Roij, coneguda principalment a Bèlgica i Itàlia. Va actuar en públic per primera vegada als set anys. El 1864 va anar a estudiar amb Alphonse Mailly al Conservatori Reial de Brussel·les. Durant aquest període va actuar per a Franz Liszt, amb qui fins i tot va tocar el piano à quatre mains. Un any abans de graduar-se amb el "Prix d'Excellence" el 1873, es va convertir en l'organista titular del "Pierre Schyven" - òrgan de l'església de "Saint Boniface" a la comuna d'Ixelles a Brussel·les. També va prendre classes de composició amb François-Joseph Fétis i després de la seva mort amb François-Auguste Gevaert. Va competir tres vegades amb una cantata pel "Prix de Rome, sense guanyar-lo: el 1875 va rebre una menció honorífica (3r premi), el 1877 i el 1879 va obtenir el segon premi.
El 1879 De Pauw es va traslladar als Països Baixos, on va treballar la resta de la seva vida. Havia estat nomenat "organista del palau" del "Paleis voor Volksvlijt" de Frederiksplein a Amsterdam, on el 1875 es va col·locar un gran orgue de concert de Cavaillé-Coll. Actuava setmanalment en aquest gran instrument, sovint amb l'Orquestra Paleis dirigida per Johannes Meinardus Coenen (després de 1891 Rijk Hol) i amb diversos solistes. En fer-ho, va fer un esforç pel romàntic franco-belgala cultura de l'orgue, que era menys popular als Països Baixos que la germano-austríaca, que per cert també va rebre molta atenció seva. El Palau de la Indústria i el centre musical no van estar a l'altura de la competència el 1888 va obrir el Concertgebouw, un Maarschalkerweerd: es va construir l'òrgue de concert. El 1895 l'Orquestra del Palau i el càrrec d'organista del Palau van ser interromputs. L'orgue Cavaillé-Coll es va traslladar més tard al "Haarlem Concertgebouw" (actual Philharmonie Haarlem), on l'alumne de De Pauw, George Robert, el va utilitzar oficialment el 1924 (l'any de la mort del seu mestre) i va continuar sent el seu intèrpret permanent fins al 1955.
Després del 1895, De Pauw ja no tenia una posició permanent d'organista i poques vegades en feia més. Una notable excepció va ser la seva obra teatral a la inauguració de la reina Wilhelmina el 6 de setembre de 1898 al Schonat-orgue del Nieuwe Kerk d'Amsterdam. A diferència de la majoria d'organistes, mai no va tenir ni aspirava a una cita com a músic d'església als Països Baixos. Va centrar la seva atenció gairebé exclusivament en l'ensenyament i ja havia estat nomenat professor d'orgue i piano al Conservatori d'Amsterdam, aleshores establert, el 1884. Aviat va aconseguir molts estudiants. Quan el 1886 va rebre la honorable invitació a sol·licitar el lloc d'organista permanent del famós òrgan principal de Christian Müller del Grote o Sint-Bavokerk a Haarlem, va declinar perquè estava massa ocupat. Entre els alumnes de De Pauw hi havia els germans Louis i George Robert, i Arthur Oróbio de Castro, Hendrik i Willem Andriessen, Evert Cornelis, Julia Culp, Marius Monnikendam, Aaltje Noordewier-Reddingius, Bernhard van den Sigtenhorst Meyer, Anthon van der Horst, Cornelis de Wolf, Jacob Bijster, Jan Nieland, Anton Tierie, Hennie Schouten, Cor Kee, Johan Winnubst i Eduard van Beinum. A més del seu nomenament al conservatori, també va ser professor a l'"Amsterdam Toonkunstschool" des del 1895. Va conservar totes les seves funcions docents fins a la seva mort, als 72 anys, el 1924.
Segons els contemporanis, De Pauw era un professor molt popular. Segons les seves opinions com a professor d'orgue, era més lliure que alguns dels seus col·legues. Va fer i va tocar molts arranjaments i transcripcions d'orgue de música existent. No obstant això, també podria defensar la integritat d'una composició en principi. Quan va entrar en conflicte amb Willem Mengelberg al "Concertgebouworkest" sobre això, va ser substituït per un organista més flexible. Les seves opinions sobre la interpretació de la música barroca de Bach i Händel, entre d'altres, van suscitar moltes discussions, però no van desmerèixer l'apreciació que altres organistes li tenien.
El 1912, en complir el seixantè aniversari, Jean-Baptiste de Pauw va ser nomenat cavaller de l'Orde de Leopold.

## Composicions
De Pauw va ser principalment actiu com a compositor en els seus primers anys. Entre altres coses, va escriure:
- dues simfonies
- les cançons La Jeune Fille i Berceuse
- tres cantates per al Prix de Rome: La Sirène (1875), La Cloche Roeland (1877), Camoëns (1879)
- per a piano: Trois Morceaux Caractéristiques (també conegut com a Gavotte, Intermezzo et Courante per a orgue)
- per a piano: Prélude et Fugato
- per a piano i violí: Quatre pièces (1898)
- per a orgue: Rêve d'Amour (1882), dedicat a la seva dona Louisa Hester Beudt
- moltes transcripcions d'òrgans d'obres d'altres compositors, gairebé totes inèdites i perdudes.